# Danae exhauriens
Danae exhauriens es una especie de coleóptero de la familia Endomychidae.

## Distribución geográfica
Habita en Ruanda.